# Aristida anisochaeta
Aristida anisochaeta är en gräsart som beskrevs av Clayton. Aristida anisochaeta ingår i släktet Aristida och familjen gräs. Inga underarter finns listade i Catalogue of Life.